# Fernando Martín
Fernando Martín Espina (Madrid, 25 marzo 1962 – Madrid, 3 dicembre 1989) è stato un cestista spagnolo, professionista in Spagna e nella NBA.

## Carriera
Fratello maggiore di Antonio Martín e padre di Jan Martín, morì la notte del 3 dicembre 1989 a 27 anni in un incidente d'auto al volante della sua Lancia Thema 8.32.
In suo onore il giocatore iberico Rudy Fernández, nello Slam Dunk Contest del 2009, ha indossato la maglia numero 10 dei Portland Trail Blazers utilizzata da Fernando quando militava nella NBA.

## Palmarès
- Campionato spagnolo: 4

Real Madrid: 1981-82, 1983-84, 1984-85, 1985-86
- Copa del Rey: 3

Real Madrid: 1985, 1986, 1989
- Supercoppa spagnola: 1

Real Madrid: 1984
- Coppa delle Coppe: 2

Real Madrid: 1983-84, 1988-89
- Coppa Korać: 1

Real Madrid: 1987-88
- Coppa Intercontinentale: 1

Real Madrid: 1981